# Eleni Bakopanos
Eleni Bakopanos (en grec moderne : Ελένη Μπακοπάνου / Eléni Bakopánou) est une cadre, conseillère politique et femme politique fédérale du Québec.

## Biographie
Née à Argos en Grèce, Eleni Bakopanos est élue pour la première fois en 1993 dans la circonscription de Saint-Denis à titre de députée du Parti libéral du Canada. Réélue dans la circonscription d'Ahuntsic en 1997, 2000 et en 2004, elle est défaite en 2006 par la bloquiste Maria Mourani. Elle a été candidate pour le Parti libéral du Québec dans la circonscription de Crémazie lors des élections de 2012.